# David Howland
David Howland (Ballynahinch, Észak-Írország, 1986. szeptember 17.) északír labdarúgó, jelenleg a Port Vale játékosa, középpályása. 2007 és 2008 között játszott az északír U21-es válogatottban is.